# Anthemidinae
Anthemidinae je podtribus glavočika iz tribusa Anthemideae.

## Rodovi
1. Anthemis L.
2. Archanthemis Lo Presti & Oberpr.
3. Cota J. Gay, možda sinonim od Anthemis L.
4. Gonospermum Less.
5. Nananthea DC.
6. Tanacetum L.
7. Tripleurospermum Sch. Bip.

## Sinonimi
1. Balsamita Mill. →Tanacetum L.
2. Gymnocline Cass. →Tanacetum L.
3. Lugoa DC. →Gonospermum Less.
4. Pyrethrum Zinn. →Tanacetum L.